# Debra Granik
Debra Granik (Cambridge, Estados Unidos, 6 de fevereiro de 1963) é uma produtora e diretora de filmes independentes estadunidense. 

## Biografia
Ganhou uma série de prêmios no Festival de Sundance, incluindo o de Melhor Curta Metragem em 1998 por Snake Feed (seu primeiro filme, feito enquanto era estudante na Universidade de Nova York), o Prêmio de Direção Dramática em 2004 por seu primeiro longa-metragem Down to the Bone . e o Prêmio do Júri em 2010 por Winter's Bone, também indicado para o Oscar de Melhor Filme.

## Filmografia
- Winter's Bone (2010)[5] [6]
- Down to the Bone (2004)